# Frans Eemil Sillanpää
Frans Eemil Sillanpää (Hämeenkyrö, 16 september 1888 – Helsinki, 3 juni 1964) was een van de beroemdste Finse schrijvers.

## Biografie
Hoewel zijn ouders arm waren, slaagden zij erin om hem in Tampere naar school te sturen. In 1908 verhuisde hij naar Helsinki om geneeskunde te studeren. Hier kwam hij onder andere in contact met Eero Järnefelt, Jean Sibelius, Juhani Aho en Pekka Halonen.
In 1913 verhuisde Sillanpää van Helsinki terug naar zijn geboortedorp en ging zijn leven aan het schrijven wijden. Hij kreeg internationale bekendheid met zijn roman Nuorena nukkunut (1931). 
In de tweede helft van de jaren 1930 werd Sillanpää bekend als een tegenstander van extreemrechts, fascisme en dictators. Hij schreef onder meer een kerstbrief aan dictators die in 1938 werd gepubliceerd en waarin hij Hitler, Stalin en Mussolini scherp bekritiseerde. Als gevolg van het schrijven werden Sillanpää's boeken verboden in nazi-Duitsland.
In 1939 ontving hij de Nobelprijs voor de Literatuur. Hij is tot op heden de enige Fin die deze prijs heeft gewonnen.
De asteroide 1446 Sillanpää, die ontdekt werd op 26 januari 1938 door de Finse astronoom Yrjö Väisälä, werd naar hem genoemd.

## Werk
Sillanpää was vooral een vernieuwer van de stijl in de Finse literatuur. Zijn voorgangers schreven weliswaar over boeren en arbeiders, maar vaak romantisch en te versierd en niet realistisch. Sillanpää ontwikkelde een nieuwe vorm, die aangeduid wordt met biologisch-esthetische analyse, waarbij hij de werkelijke innerlijke waarde van de mens wil laten zien op individueel, sociaal en ethisch gebied. Hij paste deze vorm voor het eerst toe in de novelle Hiltu ja Ragnar, die handelt over de liefdesrelatie tussen Ragnar, een rijke student en Hiltu, een dienstmeisje. Het standsverschil leidt uiteindelijk tot de zelfmoord van Hiltu. In Nuorena nukkunut is het thema het langzaam uitsterven van het oude boerengeslacht Salmelus, waarvan de hoofdpersonen Kustaa Salmelus en zijn dochter Silja de laatste vertegenwoordigers zijn. Miehen tie is de geschiedenis van een jonge zelfstandige boer met een tamelijk zwak karakter, die zijn wilde haren nog niet heeft verloren. Na vele erotische avonturen wordt uiteindelijk de ware liefde vervuld. Sillanpää's belangrijkste werk is Ihmiset suviyössä, een prozagedicht over de relatie tussen een tiental personen, van wie zes paarsgewijze worden beschreven.

## Werken
- Elämä ja aurinko (1916)
- Ihmislapsia elämän saatossa (1917)
- Hurskas kurjuus (1919) in het Nederlands vertaald als 'Het Zachtmoedig Erfdeel'
- Rakas isänmaani (1919)
- Hiltu ja Ragnar (1923) in het Nederlands vertaald als 'Hilde en Ragnar'
- Enkelten suojatit (1923)
- Omistani ja omilleni (1924)
- Maan tasalta (1924)
- Töllinmäki (1925)
- Rippi (1928)
- Kiitos hetkistä, Herra... (1930)
- Nuorena nukkunut (1931) in het Nederlands vertaald als 'Silja de dienstmaagd'
- Miehen tie (1932) in het Nederlands vertaald als 'De weg van een man'
- Virranpohjalta (1933)
- Ihmiset suviyössä (1934) in het Nederlands vertaald als 'Menschen in den zomernacht'
- Viidestoista (1936)
- Elokuu (1941) in het Nederlands vertaald als 'Oogstmaand'